# Ingolf Gabold

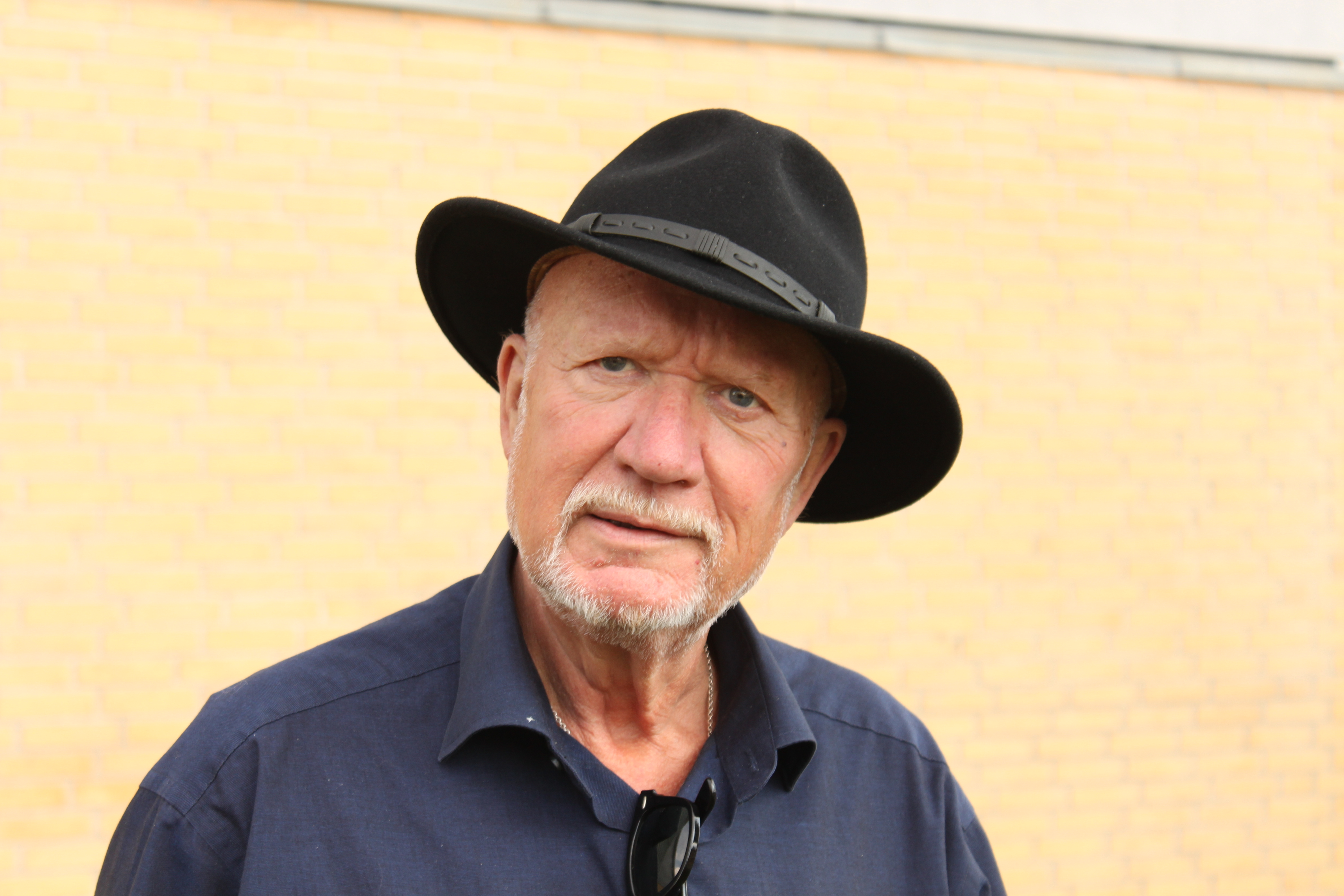
Ingolf Gabold (2010)

Ingolf Gabold (* 31. März 1942 in Heidelberg; † 1. Mai 2025) war ein dänischer Komponist und TV-Produzent.

## Leben
Mit zwei Jahren verließ der Sohn eines Deutschen und einer Dänin mit seinen Eltern Deutschland und wuchs in Dänemark auf. Er studierte an der Det Kongelige Danske Musikkonservatorium und begann ab 1968 beim Dänischen Rundfunk zu arbeiten, ab 1974 als Musikproduzent.
1991 erfolgte seine Ernennung zum Programmdirektor bei DR, wurde aber nach 15 Monaten vor dem Hintergrund von Konflikten hinsichtlich der Programmgestaltung entlassen. Er war danach lehrend und beratend tätig.
1999 wechselte er erneut zum Fernsehen und war als „Head of Media“ verantwortlich für dänische Erfolgsserien wie Kommissarin Lund – Das Verbrechen, Die Brücke – Transit in den Tod oder Borgen – Gefährliche Seilschaften.
Seit 2012 war Gabold Entwicklungschef der Produktionsfirma Eyeworks, die im Juni 2014 zu 100 Prozent von Warner Bros. Television übernommen wurde.
Im Jahr 1998 veröffentlichte Gabold einen Roman, 2017 erschien eine Biografie über ihn.

## Auszeichnungen
Gabold erhielt am 24. Oktober 2014 in Berlin den Prix Europa für sein Lebenswerk.